# Stephen Hunt
Stephen Patrick Hunt (Port Laoise, 1º agosto 1981) è un ex calciatore irlandese, di ruolo centrocampista o ala.
Anche suo fratello minore, Noel, è stato un calciatore professionista.

## Carriera

### Club
Il 14 ottobre 2006, nell'incontro perso dal Reading per 0-1 contro il Chelsea, si è scontrato con il portiere dei Blues Petr Čech, causandogli la frattura del cranio.
Il 13 agosto 2009 viene acquistato per circa cinque milioni di euro dall'Hull City, con cui firma un contratto quadriennale. Due giorni dopo fa il suo esordio con la nuova maglia, nella partita persa per 1-2 contro il Chelsea a Stamford Bridge, andando subito a segno.

### Nazionale
Il 19 novembre 2008, nella partita amichevole tra Irlanda e Polonia, ha segnato il suo primo gol in nazionale.